# 远程脚本
远程脚本（英語：Remote Scripting）技术允许脚本和程序在浏览器内运行，与服务器交换信息。本地脚本可以调用远程脚本和处理返回的信息。通过使用远程脚本想服务器发出隐藏请求，数据的更改不必刷新整个页面，远程脚本可以执行该请求并返回修改数据的方法。
异步远程脚本的最早形式的开发在 XMLHttpRequest 存在之前，其工作流程非常简单，只需要少量的修海就能正常启动和运行：静态网页打开动态网页（例如其他目标框架），该网页重新加载服务器端远程生成的新的JavaScript内容。
XMLHttpRequest和类似的“客户端脚本远程过程调用”功能为从网页界面使用和触发Web服务提供了可能性。
Web 开发社区随后开发了一系列远程脚本技术，以便在不同浏览器上实现一致的结果。早期的例子包括2000年的JSRS （页面存档备份，存于）库、2000年引入的Image/Cookie技术。

## JavaScript 远程脚本
JavaScript 远程脚本( JSRS ) 是一种Web开发技术，用于创建交互式网络应用程序。它是一个客户端JavaScript库，使用动态HTML对服务器进行远程调用。JSRS结合了以下几种技术：
- HTML（或XHTML ）
- 通过JavaScript操作的文档对象模型可动态显示所呈现的信息，并与之交互
- 传输层。可以使用不同的技术，但使用最多的是脚本标记或 iframe，因为它们比XMLHttpRequest有更好的浏览器支持
- 数据格式。可以使用带有WDDX的XML，也可以使用JSON或任何其他文本格式。

示意图 （页面存档备份，存于）
类似的方法还有Ajax，不过它依赖于较新的Web浏览器中的XmlHttpRequest。

### 库
- Brent Ashley 于2000年发布的原始 JSRS 库 （页面存档备份，存于）
- BlueShoes JSRS新增了编码和OO RPC抽象 （页面存档备份，存于）
- 简单教程：Simple Tutorials: Javascript Remote Scripting with PHP，存档于（存檔日期 20060414）
- MSDN文章 （页面存档备份，存于）

## 微软远程脚本
Microsoft's Remote Scripting (MSRS) 通过将Java小程序嵌入页面来处理与服务器的通信。Microsoft在ScriptLibrary目录中提供了包含文件。这种方法得到了广泛的应用，但是有时反应缓慢。

## 延伸阅读
- AJAX
- 丰富互联网应用程序